# Пісківський заказник
Піскі́вський заказник — ботанічний заказник місцевого значення. Об'єкт розташований на території Звенигородського району Черкаської області, Стеблівська виробнича дільниця ДП «Лисянське ЛГ», квартал 12, виділ 1 Стеблівського лісництва.
Площа — 0,5 га, статус отриманий 12 січня 1982 року.